# Holorusia borneensis
Holorusia borneensis är en tvåvingeart som först beskrevs av Enrico Adelelmo Brunetti 1918.  Holorusia borneensis ingår i släktet Holorusia och familjen storharkrankar. Inga underarter finns listade i Catalogue of Life.